# Ким Хён Гон
Ким Хён Гон (кор. 김현곤, 金炫坤, р.22 октября 1985) — южнокорейский шорт-трекист, 3-кратный чемпион мира. Окончил Университет Кёнхи на факультете физического воспитания. 

## Спортивная карьера
Ким Хён Гон выиграл в общем зачете на Национальном чемпионате по шорт-треку среди юниоров в декабре 2002 года. В 2003 году стал обладателем серебряной медали в многоборье на чемпионате мира среди юниоров в Будапеште и золотой медали в эстафете. Осенью Ким Хён Гон квалифицировался в национальную сборную, а на Кубке мира в декабре на 4-м этапе в Пекине выиграл дистанцию 1000 м и занял 2-е место в беге на 3000 м. 
В марте 2004 года завоевал золотую медаль на чемпионате мира в Гётеборге в эстафете и золотую медаль на командном чемпионате мира в Санкт-Петербурге. Через год вновь стал обладателем серебряной медали в многоборье на чемпионате мира среди юниоров в Белграде и вновь победил в эстафете. 
В сезоне 2005/06 он не смог отобраться в сборную, но в сезоне 2006/07 вновь оказался в команде и в октябре на Кубке мира в Чанчуне выиграл 1-е место в беге на 1500 м, следом в Чонджу стал 2-м в беге на 1500 м и 1-м на 1000 м. В декабре в Сагенее вновь выиграл дистанцию 1500 м и занял 2-е и 3-е места в Монреале на той же дистанции. В феврале 2007 года на зимних Азиатских играх в Чанчуне выиграл серебро в беге на 1000 м и золото в эстафете. 
В марте завоевал золотую медаль в эстафете на чемпионате мира в Милане и серебряную медаль чемпионата мира среди команд в Будапеште. На Кубке мира сезона 2007/08 в декабре на 4-м этапе в Пекине Ким Хён Гон одержал первую победу в том году, выиграв дистанцию 1000 м и заняв 2-е место в беге на 3000 м. 